# السلفادور (الفلبين)
السلفادور (بالإنجليزية: City of El Salvador )‏ هي مدينة في الفلبين، تتبع ميساميس أوريانتال، بلغ عدد سكانها 44,848  نسمة في 2010، تبلغ مساحتها 106.15 كيلومتر مربع، رمزها البريدي هو 9017.

## الموقع
تشترك في الحدود مع:
- Alubijid [الإنجليزية]‏
- Opol [الإنجليزية]‏.